# Emei Shan
Emei Shan (Chinees: 峨眉山, pinyin: éméishān; IPA: [ɤ̌měɪ̯ ʂán]) is een van de vier heilige boeddhistische bergen in China. De berg is gewijd aan bodhisattva Samantabhadra. Boeddhisten komen naar Emei Shan op bedevaart. In de 16e en 17e eeuw werd in de boeddhistische kloosters op de berg voor het eerst Shaolin Kung Fu beoefend door de boeddhistische monniken.
Emei Shan werd in 1996 een UNESCO erfgoed.
De berg is 3099 meter hoog en ligt in de Chinese provincie Sichuan.

## Samantabhadra
Een Chinese geneeskruidenverzamelaar beklom in het zesde regeerjaar van keizer Yongping (63 n. Chr.) van de Oostelijke Han-dynastie (25-220) de Emei Shan om te zoeken naar kruiden. Opeens zag hij op de top van de berg de bodhisattva Samantabhadra.

## Boeddhisme
Het boeddhisme werd tijdens de regeerperiode van keizer Longan (391-401) van de Oostelijke Jin-dynastie gecultiveerd in de omgeving van Emei Shan. Meester Hui Chi, een van de oprichters van de Sukhavati school, bouwde op de berg de Samantabhadratempel die heden Tienduizend jarentempel heet. Dit was de eerste boeddhistische tempel op de berg. In 980 werd er in opdracht van keizer Taizong van de Song-dynastie een bronzen beeld van Samantabhadra op een witte olifant gemaakt. Het bronzen beeld is 7,38 meter hoog en weegt tweeënzestig ton. Het beeld staat heden onder staatsbescherming. Latere keizers waren ook schenkers van diverse voorwerpen aan de tempel.

## Natuur
87% van het bergoppervlakte is bedekt met bos. Op de berg zijn meer dan 3200 soorten planten te vinden; 31 hiervan zijn beschermde plantensoorten van de Chinese staat. Op de berg leven 2300 soorten dieren; 29 hiervan worden beschermd door de staat.
Chinese Muur · Heilige berg Taishan · Verboden Stad · Paleis van Mukden · Mogaogrotten · Mausoleum van de eerste Qin-keizer · Vindplaats van de Pekingmens in Zhoukoudian · Berglandschap van Huang Shan · Jiuzhaigou-vallei · Huanglong · Wulingyuan · Bergresidentie en afgelegen tempels van Chengde · Tempel en begraafplaats van Confucius en het huis van de familie Kong in Qufu · Oud gebouwencomplex in de Wudangbergen · Historisch ensemble van het Potala-paleis in Lhasa · Jokhangtempel · Norbulingkatempel · Nationaal park Lushan · Landschap rond de berg Emei, inbegrepen het gebied van de Grote Boeddha van Leshan · Oude stad Lijiang · Oude stad Pingyao · Suzhou · Zomerpaleis, een keizerlijke tuin in Peking · Tempel van de hemel, een keizerlijk offeraltaar in Peking · Rotssculpturen van Dazu · Wuyigebergte · Oude dorpen in zuidelijk Anhui - Xidi en Hongcun · Keizerlijke paleizen van de Ming- en Qing-dynastieën in Peking en Shenyang · Grotten van Longmen · Qingcheng en Dujiangyan-irrigatiesysteem · Grotten van Yungang · Beschermd gebied van drie parallelle rivieren in Yunnan · Hoofdsteden en graven van het oude koninkrijk Koguryo · Historisch centrum van Macau · Reservaten van de reuzenpanda in Sichuan · Yinxu · Diaolou en dorpen in Kaiping · Zuid-Chinese karstlandschap · Tulou in Fujian · Nationaal park Sanqingshan · Wutai Shan · Cultuurlandschap van het Westelijke Meer van Hangzhou · Tian Shan in Xinjiang · Cultuurlandschap van rijstterrassen van de Hani in Honghe · Het Grote Kanaal · Zijderoute: het wegennetwerk van de Chang'an-Tiensjancorridor · Sites van de Tusi · Cultuurlandschap met rotstekeningen van Zuojiang Huashan · Hubei Shennongjia · Qinghai Hoh Xil · Gulangyu: een historische internationale nederzetting · Fanjingshan · Archeologische ruïnes van de stad Liangzhu · Trekvogelreservaten langs de kust van de Gele Zee en de Golf van Bohai · Quanzhou
- Bibliothèque nationale de France: cb15090643n (data)
- Gemeinsame Normdatei: 4776424-7
- Library of Congress Control Number: sh85093560
- Nationale Bibliotheek van Israël: 987007541130805171
- Système universitaire de documentation: 134274873
- Virtual International Authority File: 1675149489085193810005